# Colors – Farben der Gewalt
Colors – Farben der Gewalt (Colors) ist ein Filmdrama mit Sean Penn und Robert Duvall aus dem Jahr 1988.

## Handlung
Der erfahrene Polizist Bob „Onkel Bob“ Hodges, ein Vietnamveteran, der seit 19 Jahren beim LAPD arbeitet, bekommt den jungen Danny „Pac-Man“ McGavin als Partner zugeteilt. Zusammen sind sie in der Einheit CRASH, Community Resources Against Street Hoodlums. In ihrem Revier, den Armenvierteln von Los Angeles, herrscht ein blutiger Bandenkrieg zwischen den Bloods und den Crips. Der von den Gangs respektierte Hodges muss den Heißsporn McGavin erst davon überzeugen, dass ein ruhiges Verhalten oft mehr bewirkt als überzogene Polizeigewalt. McGavin bringt jedoch mit seiner aggressiven Art die Gangs schnell gegen sich auf. Als er das ihnen zugeteilte Zivilfahrzeug bei einer Verfolgungsjagd zerstört, wird ihnen ein strahlend gelbes Zivilfahrzeug zugeteilt. Von nun an wird McGavin von seinen Kollegen ebenso wie von den Gangmitgliedern als „Müllmann“ bezeichnet.
Er beginnt eine Beziehung zu der Verkäuferin Louisa, für die das Leben zwischen den Gangs zum Alltag gehört. Sie trennt sich jedoch von ihm, als McGavin ihrem Cousin als Strafe für ein Graffiti Farbe ins Gesicht sprüht. Der Bandenkrieg um die Vorherrschaft im Drogenhandel eskaliert, Hodges und McGavin versuchen, die Lage unter Kontrolle zu halten. Dabei stirbt während einer Razzia der kurz vor der Pensionierung stehende Hodges durch ein Bandenmitglied.
Einige Zeit später bekommt der nun konservative McGavin einen neuen, schwarzen Partner zugewiesen, der in den Vierteln, in denen sie Patrouille fahren, aufgewachsen ist. Der neue Partner ist ein Heißsporn so wie „Pac-Man“ früher. Jetzt ist es McGavin, der seinen Partner zu ruhigem Verhalten überredet. McGavin erzählt ihm denselben Witz über die beiden Stiere, den Hodges ihm erzählt hat, und der junge Kollege reagiert wie der junge McGavin es getan hat. Der Film endet mit einem McGavin, dem die zukünftigen Ereignisse bewusst werden, als die beiden Polizeibeamten ihre Patrouille fahren.

## Kritiken
Roger Ebert lobte in der Chicago Sun-Times einige Szenen. Besonders deutlich bleibe in seiner Erinnerung jene Szene, in der die Gangmitglieder zu erklären versuchen, warum die Gang so wichtig für sie ist. Das zentrale Thema des Films sei die Hilflosigkeit der Polizei. Die Handlung sei „unnötig komplex“, einige Gangster könne man nicht unterscheiden. Frauke Hanck schrieb in der tz: „Hopper inszeniert unerbittlich; eine Gewalt-Action folgt der anderen, glorifiziert jedoch nie. Das ist eine Leistung, an der der nicht weniger rigorose Kameramann Haskell Wexler entscheidenden Anteil hat. Seine Bilder verursachen fast physische Schmerzen. Robert Duvall als der alte illusionslose Profi-Polizist und Sean Penn als sein hitzköpfiger Kollege tragen die Spannung des Films überzeugend. Für starke Nerven.“

## Auszeichnungen
Herbie Hancock gewann 1989 den BMI Film Music Award.

## Weiteres
- Penn ist im Film Absolvent der Einheit CRASH (Community Resources Against Street Hoodlums). Diese Einheit bestand von 1977 bis 2000.
- Penn verbrachte 33 Tage in Haft, weil er einen Paparazzo zusammengeschlagen hatte.
- Als Berater des Films wurden echte Gangmitglieder angeheuert. Zwei wurden noch während der Dreharbeiten erschossen.
- Den gleichnamigen Titelsong sang der damals noch am Beginn seiner Karriere stehende Ice-T. Dieser erreichte mit Colors Platz 70 in den US-amerikanischen Singlecharts und damit seine erste Platzierung in den Billboard Hot 100 überhaupt.[3]